# Dominik Graf

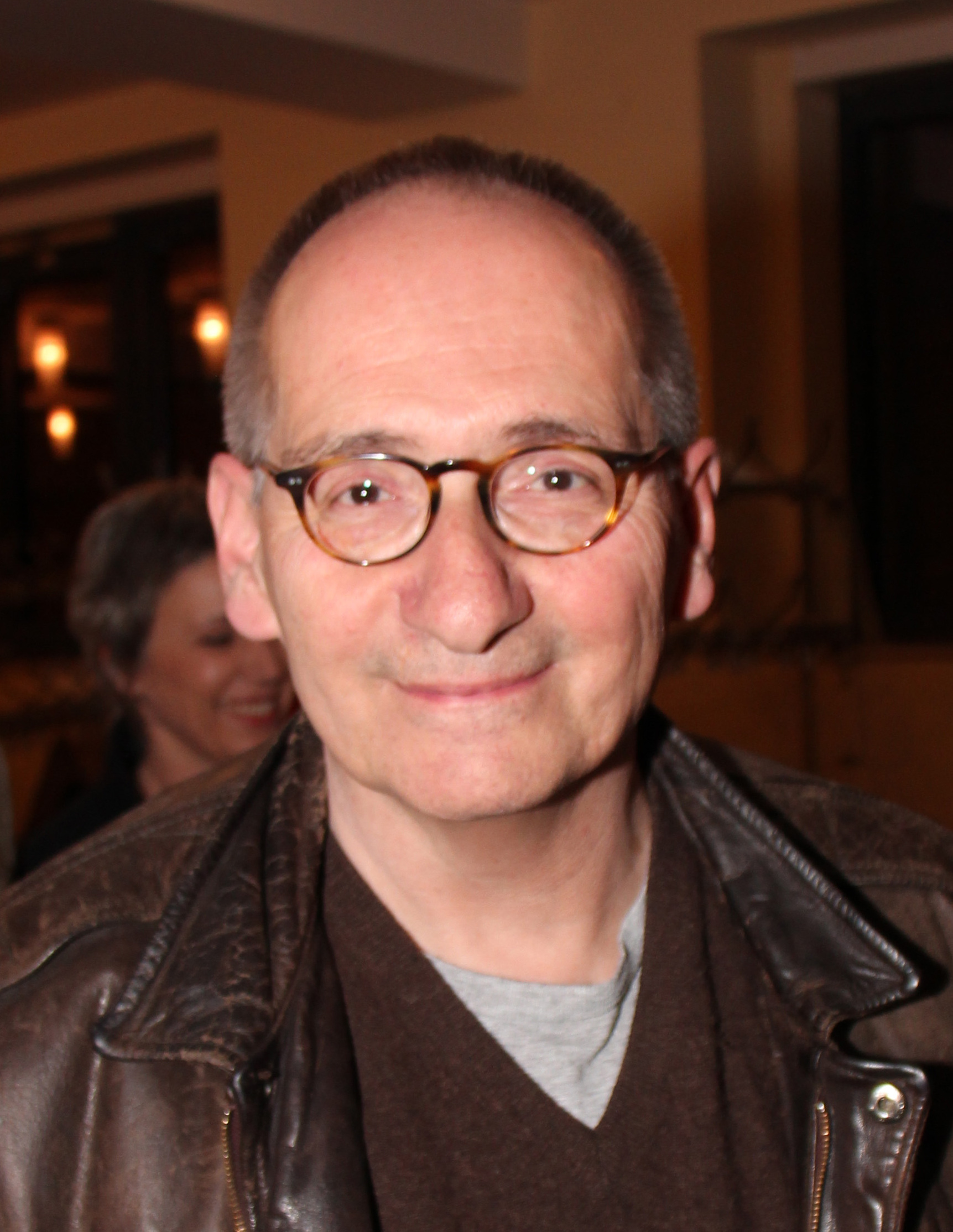
Dominik Graf (2011)

Dominik Graf (* 6. September 1952 in München) ist ein deutscher Film- und Fernsehregisseur.

## Leben
Der Sohn des Schauspielerehepaares Robert Graf und Selma Urfer besuchte das Max-Gymnasium in München und 1969 bis 1972 das Internat Stein an der Traun, wo er das Abitur machte. 1972 bis 1974 studierte er in München Germanistik und Musikwissenschaften. 1974 wechselte er an die Hochschule für Fernsehen und Film München. Seither betätigte er sich als Darsteller, Drehbuchautor und vor allem als Regisseur. Von Beginn an arbeitete er auch für das Fernsehen. 2012 gewann er zum zehnten Mal den Grimme-Preis und ist damit der am häufigsten ausgezeichnete Träger dieses Fernsehpreises.
In seinen Filmen hat Graf sich öfter am amerikanischen Genrekino orientiert und versucht, es auf deutsche Verhältnisse zu übertragen. Graf gilt als großer Filmliebhaber und schreibt gelegentlich auch über Filmthemen in verschiedenen Zeitungen. Die Filmmusik zu einigen seiner Filme komponierte Dominik Graf mit seinem Schulfreund Helmut Spanner. Nach Der Felsen (2002) wurde 2014 auch Grafs Historienfilm Die geliebten Schwestern über Friedrich Schillers Dreiecksbeziehung zu Charlotte von Lengefeld und ihrer Schwester Caroline in den Wettbewerb der Berlinale eingeladen. Ein Jahr später erhielt er für seine Regiearbeit eine Nominierung für den Deutschen Filmpreis.
Dominik Graf gehörte 2003 zu den Gründungsmitgliedern der Deutschen Filmakademie. Seit 2004 ist er Professor für Spielfilmregie an der Internationalen Filmschule Köln und wurde 2005 zum Honorarprofessor ernannt. Er ist seit 1994 Mitglied der Akademie der Künste in Berlin und seit 2012 Mitglied der Bayerischen Akademie der Schönen Künste in München. Graf gehört außerdem seit der Gründung des Michael-Althen-Preises für Kritik im Jahre 2012 dessen Jury an.
2021 erhielt er für Fabian oder Der Gang vor die Hunde eine Einladung in den Wettbewerb der 71. Internationalen Filmfestspiele Berlin. Das Werk blieb dort unprämiert, wurde aber bei der Verleihung des Deutschen Filmpreises 2021 in zehn Kategorien nominiert, darunter Graf für die beste Regie und das beste Drehbuch (gemeinsam mit Constantin Lieb).
Er war mit der deutsch-amerikanischen Drehbuchautorin und Regisseurin Sherry Hormann verheiratet (eine gemeinsame Tochter) und mit der Schauspielerin Adelheid Arndt liiert. Graf war der Lebensgefährte der Regisseurin und Oscar-Preisträgerin Caroline Link und hat mit ihr eine Tochter (* 2002). Seinem Vater widmete er den Essayfilm Das Wispern im Berg der Dinge.
Graf ist Mitglied im Bundesverband Regie (BVR).

## Filmografie (Auswahl)
- 1975: Carlas Briefe
- 1977: Der Mädchenkrieg (als Darsteller)
- 1979: Der kostbare Gast
- 1979: 1 + 1 = 3 (als Darsteller)
- 1980: Der Familientag
- 1982: Das zweite Gesicht
- 1983: Köberle kommt (Fernsehserie, 6 Folgen)
- 1984: Treffer (Fernsehfilm)
- 1985: Drei gegen Drei
- 1985–1993: Der Fahnder (Fernsehserie, 13 Folgen)
- 1986: Tatort: Schwarzes Wochenende (Fernsehfilm)
- 1988: Die Katze
- 1988: Bei Thea (Fernsehfilm)
- 1988: Die Beute (Fernsehfilm)
- 1989: Tiger, Löwe, Panther
- 1990: Spieler
- 1993: Morlock – Die Verflechtung (Fernsehfilm)
- 1994: Die Sieger
- 1995: Tatort: Frau Bu lacht (Fernsehfilm)
- 1996: Sperling – Sperling und das Loch in der Wand (Fernsehfilm)
- 1996: Reise nach Weimar (Fernsehfilm)
- 1996: Irren ist männlich (als Darsteller)
- 1997: Denk ich an Deutschland … – Das Wispern im Berg der Dinge (Dokumentarfilm)
- 1997: Der Skorpion (Fernsehfilm)
- 1997: Doktor Knock (Fernsehfilm)
- 1998: Sperling – Sperling und der brennende Arm (Fernsehfilm)
- 1998: Deine besten Jahre (Fernsehfilm)
- 1999: Bittere Unschuld (Fernsehfilm)
- 2000: München – Geheimnisse einer Stadt (Dokumentarfilm)
- 2002: Der Felsen
- 2002: Die Freunde der Freunde (Fernsehfilm)
- 2002: Hotte im Paradies (Fernsehfilm)
- 2004: Kalter Frühling (Fernsehfilm)
- 2004: Polizeiruf 110: Der scharlachrote Engel (Fernsehfilm)
- 2005: Der Rote Kakadu
- 2006: Eine Stadt wird erpresst (Fernsehfilm)
- 2006: Polizeiruf 110: Er sollte tot (Fernsehfilm)
- 2007: Das Gelübde (Fernsehfilm)
- 2008: Kommissar Süden und der Luftgitarrist (Fernsehfilm)
- 2009: Deutschland 09 – Der Weg, den wir nicht zusammen gehen
- 2010: Im Angesicht des Verbrechens (Fernsehserie, 10 Folgen)
- 2011: Dreileben – Komm mir nicht nach (Fernsehfilm)
- 2011: Polizeiruf 110: Cassandras Warnung (Fernsehfilm)
- 2011: Das unsichtbare Mädchen (Fernsehfilm)
- 2012: Lawinen der Erinnerung (Dokumentarfilm)
- 2013: Tatort: Aus der Tiefe der Zeit (Fernsehreihe)
- 2014: Die geliebten Schwestern
- 2014: Es werde Stadt! 50 Jahre Grimme-Preis in Marl (Dokumentarfilm)
- 2014: Die reichen Leichen. Ein Starnbergkrimi (Fernsehfilm)
- 2014: Polizeiruf 110: Smoke on the Water (Fernsehfilm)
- 2015: Was heißt hier Ende? Der Filmkritiker Michael Althen (Dokumentarfilm)
- 2016: Verfluchte Liebe deutscher Film (Dokumentarfilm; mit Johannes F. Sievert)
- 2016: Zielfahnder – Flucht in die Karpaten (Fernsehfilm)
- 2016: Am Abend aller Tage
- 2016: Offene Wunde deutscher Film (Dokumentarfilm; mit Johannes F. Sievert)
- 2017: Tatort: Der rote Schatten (Fernsehreihe)
- 2017: Philip Rosenthal – Der Unternehmer, der nicht an den Kapitalismus glaubte (Dokumentarfilm; mit Martin Gressmann)
- 2019: Hanne (Fernsehfilm)
- 2019: Polizeiruf 110: Die Lüge, die wir Zukunft nennen (Fernsehfilm)
- 2020: Tatort: In der Familie (Fernsehreihe)
- 2021: Polizeiruf 110: Bis Mitternacht (Fernsehfilm)
- 2021: Fabian oder Der Gang vor die Hunde
- 2022: Gesicht der Erinnerung (Fernsehfilm)
- 2023: Jeder schreibt für sich allein (Dokumentarfilm; mit Felix von Boehm, Anatol Regnier, Constantin Lieb)
- 2023: Mein Falke
- 2024: Polizeiruf 110: Jenseits des Rechts (Fernsehreihe)

## Auszeichnungen

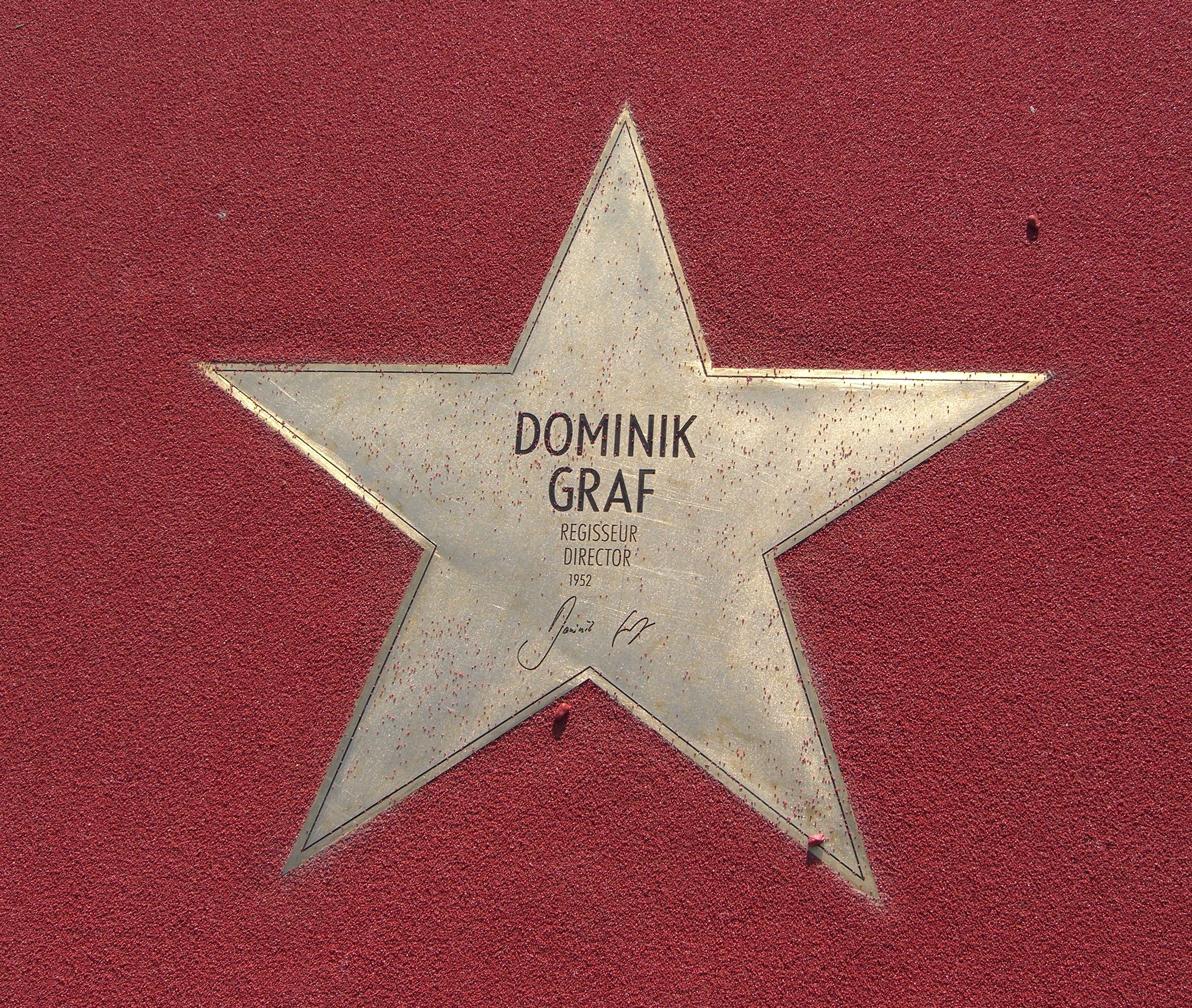
Stern von Dominik Graf auf dem Boulevard der Stars in Berlin

- 1980: Bayerischer Filmpreis in der Kategorie Nachwuchsregie für Der kostbare Gast, seine Abschlussarbeit an der Filmhochschule
- 1983: Brussels International Fantastic Film Festival: Spezialpreis für Das zweite Gesicht
- 1988: Filmband in Gold (Regie) für Die Katze
- 1989: Fernsehfilmpreis der Deutschen Akademie der Darstellenden Künste für Tiger, Löwe, Panther
- 1993: Goldener Gong für Morlock – Die Verflechtung
- 1995: Goldener Gong für Tatort – Frau Bu lacht
- 1997: Adolf-Grimme-Preis für Sperling und das Loch in der Wand (zusammen mit Benedict Neuenfels)
- 1998: Bayerischer Fernsehpreis, Sonderpreis für die Fernsehfilme Der Skorpion, Dr. Knock und Das Wispern im Berg der Dinge
- 1998: Adolf-Grimme-Preis für Doktor Knock
- 1998: Telestar für Der Skorpion
- 1998: Fernsehfilmpreis der Deutschen Akademie der Darstellenden Künste für Der Skorpion
- 1999: Fernsehfilmpreis der Deutschen Akademie der Darstellenden Künste für Sperling und der brennende Arm
- 1999: Adolf-Grimme-Preis für Denk ich an Deutschland… – Das Wispern im Berg der Dinge
- 2003: Adolf-Grimme-Preis für Die Freunde der Freunde
- 2003: Filmpreis der Stadt Hof
- 2004: Deutscher Fernsehpreis für Kalter Frühling
- 2004: Hans Abich Preis für besondere Verdienste im Bereich Fernsehfilm
- 2005: DIVA-Award – Beste Regieleistung des Jahres (Jurypreis)
- 2006: Adolf-Grimme-Preis mit Gold für Polizeiruf 110 – Der scharlachrote Engel
- 2007: Auf dem Madrid Móstoles International Film Festival den Preis als Bester Regisseur für Der rote Kakadu[8]
- 2007: Adolf-Grimme-Preis für Polizeiruf 110 – Er sollte tot
- 2007: Fernsehfilmpreis der Deutschen Akademie der Darstellenden Künste: Sonderpreis für Regie für Eine Stadt wird erpresst
- 2008: Adolf-Grimme-Preis für Eine Stadt wird erpresst
- 2008: Filmkunstpreis für Das Gelübde beim Festival des deutschen Films
- 2010: Adolf-Grimme-Preis für Kommissar Süden und der Luftgitarrist
- 2010: Schwabinger Kunstpreis
- 2010: Stern auf dem Boulevard der Stars in Berlin
- 2011: Grimme-Preis für Im Angesicht des Verbrechens
- 2011: Bayerischer Fernsehpreis für Im Angesicht des Verbrechens
- 2011: Deutscher Regiepreis Metropolis in der Kategorie Beste Regie Fernsehserie für Im Angesicht des Verbrechens[9]
- 2012: Grimme-Preis Spezial für Dreileben
- 2012: Hamburger Krimipreis für Polizeiruf 110 – Cassandras Warnung
- 2014: LiteraVision – Fernsehpreis der Landeshauptstadt München für Lawinen der Erinnerung. Ein Film über Oliver Storz.
- 2014: Preis der Deutschen Akademie für Fernsehen in der Kategorie Dokumentarfilm für den Essay-Film Es werde Stadt![10] gemeinsam mit Martin Farkas
- 2020: Filmpreis Köln, Hauptauszeichnung des Film Festival Cologne
- 2021: Ehrenpreis des Bildrausch Filmfests Basel[11]
- 2021: Potsdamer Filmpreis Clio für Fabian oder Der Gang vor die Hunde
- 2021: Deutscher Filmpreis Silberne Lola in der Kategorie Bester Spielfilm für Fabian oder Der Gang vor die Hunde
- 2021: Günter-Rohrbach-Filmpreis für Fabian oder Der Gang vor die Hunde
- 2021: Fernsehfilmpreis des Fernsehfilmfestival Baden-Baden für Polizeiruf 110: Bis Mitternacht
- 2021: Bayerischer Filmpreis für die beste Regie für Fabian oder Der Gang vor die Hunde
- 2022: Filmpreis der Landeshauptstadt München
- 2023: Sonderpreis der Televisionale für herausragende Regie für Gesicht der Erinnerung

## Schriften
- Dominik Graf: Verstörung im Kino. Der Regisseur von Die Sieger im Gespräch mit Stefan Stosch über die Arbeit am Film. Hrsg. von Hauke Hückstädt und mit einem Vorwort von Peter Körte.Wehrhahn Verlag, Laatzen 1998, 47 S., ISBN 3-932324-51-X
- Dominik Graf: Schläft ein Lied in allen Dingen. Texte zum Film. Hrsg. und mit einem Vorwort von Michael Althen. Alexander Verlag, Berlin 2009, ISBN 978-3-89581-210-1
- Dominik Graf: Im Angesicht des Verbrechens. Fernseharbeit am Beispiel einer Fernsehserie. Hrsg. Johannes F. Sievert. Alexander Verlag, Berlin 2010, ISBN 978-3-89581-221-7
- Dominik Graf, Lisa Gotto: Kino unter Druck. Filmkultur hinter dem Eisernen Vorhang. Alexander Verlag, Berlin 2021, ISBN 978-3-89581-548-5
- Dominik Graf: Sein oder Spielen – Über Filmschauspielerei. 391 S., C.H.Beck Verlag, München 2025, ISBN 978-3-406-82299-5

## Dokumentarfilm
- Dominik Graf. Fernseh-Dokumentation, Deutschland, 2010, 43. Min., Regie: Felix von Boehm, Produktion: ZDF, Arte